# Балагер, Давид
Давид Балагер Ромеу (исп. David Balaguer Romeu; род. 17 августа 1991, Барселона) — испанский гандболист, выступающий за французский «Пари Сен-Жермен».

## Карьера
Воспитанник клуба «Барселона», в котором выступал с 2011 года. В 2014 году перешёл в «Сьюдад Энкантада», через сезон перешёл во французский «Нант», с которым дошёл до финала Кубка ЕГФ. 

## Статистика
Статистика Давида Балагера сезона 2018/19 указана на 25.11.2018
| Сезон        | Клуб  | Лига           | Матчи | Голы | 7-метр | Голы |
| ------------ | ----- | -------------- | ----- | ---- | ------ | ---- |
| 2015/16      | Нант  | LNH Division 1 | 23    | 59   | 6      | 53   |
| 2016/17      | Нант  | LNH Division 1 | 26    | 139  | 33     | 106  |
| 2017/18      | Нант  | LNH Division 1 | 24    | 123  | 29     | 94   |
| 2018/19      | Нант  | LNH Division 1 | 10    | 26   | 2      | 24   |
| 2015-по н.в. | Итого | LNH Division 1 | 83    | 347  | 70     | 277  |